# Jackson Lake Lodge
Le Jackson Lake Lodge est un hôtel de l'État du Wyoming, aux États-Unis d'Amérique, situé dans le parc national de Grand Teton (vallée de Jackson Hole).
Depuis 1982, la Réserve fédérale de Kansas City y organise chaque été un symposium économique, le colloque de Jackson Hole, où sont notamment conviés les dirigeants des banquiers centraux du monde.